# Klúkuhorn
Klúkuhorn är en bergstopp i republiken Island. Den ligger i regionen Västfjordarna, 200 km nordväst om huvudstaden Reykjavík. Toppen på Klúkuhorn är 531 meter över havet.
Runt Klúkuhorn är det mycket glesbefolkat, med 2 invånare per kvadratkilometer. Närmaste större samhälle är Patreksfjörður, omkring 15 kilometer söder om Klúkuhorn. Trakten runt Klúkuhorn består i huvudsak av gräsmarker.